# Ost-Neuguinea-Hochland-Sprachen
Die Ost-Neuguinea-Hochland-Sprachen (englisch East New Guinea Highlands Languages, East New Guinea Highlands Stock) gehören zu den Papuasprachen auf der Insel Neuguinea. Sie stellen eine Untergruppe der Trans-Neuguinea-Sprachen dar, deren Bildung auf Stephen A. Wurm (1964) zurückgeht.

## Einteilung
- Zentral (17 Sprachen)
  - Chimbu-Sprachen (sieben Sprachen)
    - Chuave
    - Dom
    - Golin
    - Kuman
    - Nomane
    - Salt-Yui
    - Sinasina

  - Hagen-Sprachen (vier Sprachen)
    - Kaugel (drei Sprachen)
      - Imbongu
      - Mbo-Ung
      - Umbu-Ungu

    - Melpa

  - Jimi
    - Kandawo
    - Maring
    - Narak

  - Wahgi
    - Ek Nii / Nii
    - Wahgi
    - Nord-Wahgi

- Ost-Zentral
  - Fore (zwei Sprachen)
    - Fore
    - Gimi

  - Gahaku-Benabena-Sprachen (vier Sprachen)
    - Dano
    - Benabena
    - Alekano
    - Tokano

  - Gende (Einzelsprache)
  - Kamano-Yagaria-Sprachen (fünf Sprachen)
    - Inoke-Yate
    - Kamano
    - Kanite
    - Keyagana
    - Yagaria

  - Siane (zwei Sprachen)
    - Siane
    - Yaweyuha

- Ost
  - Gadsup-Auyana-Awa-Sprachen (sieben Sprachen)
  - Kambaira (Einzelsprache)
  - Owenia (Einzelsprache)
  - Tairora-Sprachen (vier Sprachen)
    - Binumarien
    - Süd-Tairora
    - Nord-Tairora
    - Waffa

- Kalam-Zweig
  - Gants
  - Kalam-Kobon (zwei Sprachen)
    - Kalam
    - Kobon

  - Tai

- Kenati (Einzelsprache)

- West-Zentral
  - Angal-Kewa-Sprachen
    - Angal
    - Angal Heneng
    - Angal Enen
    - West-Kewa
    - Ost-Kewa
    - Erave
    - Samberigi

  - Enga-Sprachen (sechs Sprachen)
    - Bisorio
    - Enga
    - Ipili
    - Kyaka
    - Lembena
    - Nete

  - Huli (Einzelsprache)

- Wiru (Einzelsprache)

## Belege
- www.papuaweb.org  (PDF; 1,07 MB)
- www.ethnologue.com